# Acol
Pour les articles homonymes, voir Acol (homonymie).
Acol est un système d'enchères de bridge utilisé notamment comme standard dans les tournois anglais. Son nom provient du club Acol Bridge Club, auparavant situé rue Acol à Londres, où ce système a commencé à émerger à la fin des années 1920.

## Caractéristiques
Le système Acol est en constante évolution mais conserve l'idée initiale de s'appuyer sur des enchères naturelles et de privilégier une enchère à la couleur, plutôt qu'à sans-atout, chaque fois que possible.
Ce système est très répandu dans le Commonwealth, mais peu ailleurs où la référence est le standard américain SAYC, ou moins fréquemment le standard français SEF. Sa principale originalité est l'ouverture au niveau de un en majeure avec quatre cartes seulement, contrairement à la plupart des autres systèmes naturels basés sur la majeure cinquième.

## Structure du système d'enchères
Caractéristiques des enchères :
- Système naturel : la plupart des enchères à la couleur sont faites avec quatre cartes au moins dans la couleur annoncée et la plupart des annonces à sans-atout se font avec des mains régulières.
- Système basé sur la majeure quatrième : seulement quatre cartes dans la couleur sont requises pour ouvrir de 1♠ ou 1♥, contrairement au SEF et aux autres systèmes basés sur la majeure cinquième.
- Système "contextuel" : la nature forcing (un des partenaires ou les deux s'obligent à continuer les enchères) ou non d'une enchère déterminée par son contexte (approach forcing system), c'est-à-dire la suite d'enchères qui la précédent, et pas par le palier de l'enchère (level forcing systems). Cette caractéristique oppose ce  système au système 2/1 (deux sur un) dans lequel le niveau d'une enchère détermine l'obligation de continuer (par exemple, sur une ouverture au palier de un, une réponse au palier de deux sans saut peut être forcing de manche).
- Utilisation intensive des "enchères limites" (limit bids) qui décrivent précisément la main en termes de points d'honneurs et de distribution. Le joueur ayant fait une telle enchère passera ainsi au tour suivant, à moins que son partenaire ne fasse une enchère forcing.
- Toutes les enchères à sans-atout jusqu'au niveau 4SA sont des enchères limites, de même que les enchères de soutien simple du partenaire. Les changements de couleurs sont forcing ou pas selon les règles correspondant au contexte.
- L'ouverture de 1SA se fait soit avec 12 à 14 points d'honneurs (sans-atout faible) soit avec 15 à 17 points comme dans le SEF. Cette alternative conditionne la suite des enchères de l'équipe.

## Variantes
Contrairement au SAYC et au SEF, le système Acol n'a pas de standardisation officielle ni d'organisme "officiellement" chargé d'en assurer l'unification. Il peut donc évoluer selon les besoins des utilisateurs. On peut distinguer actuellement plusieurs variantes, différant par exemple par l'enchère de 2♦, forte, faible ou multi, et pouvant correspondre à des évolutions successives du système. L'une de ces variantes, appelée généralement Standard English Acol, est présentée en détail dans l'article en anglais de Wikipedia, dont cet article est une traduction résumée.